# Rio Cachoeira (Santa Catarina)
O rio Cachoeira é um curso de água inteiramente localizado na cidade de Joinville no estado de Santa Catarina, Brasil.
Drena boa parte das águas de Joinville e nasce no bairro Costa e Silva, na junção das ruas Rui Barbosa e Estrada dos Suíços, logo após a Rodovia Federal BR-101. Ao longo de seus catorze quilômetros de extensão, recebe diversos afluentes, entre eles os rios Morro Alto, Mathias, Jaquarão; Bucarein, Bom Retiro e Boa Vista. Atravessa o centro da cidade, desagua na Lagoa do Saguaçu que liga à Baía da Babitonga.
A sua bacia hidrográfica ocupa uma região relativamente plana; sua principal nascente encontra-se a 40 metros acima do nível do mar. A foz é caracterizada por estuário sob a influência de marés e onde se encontram remanescentes de manguezais. Em marés altas, principalmente nas luas cheia ou nova, há uma inversão do fluxo de água em mais da metade de seu percurso, o que causa entrada de água salgada muitos quilômetros a montante da sua foz.
O rio recebe esgoto residencial e industrial. Considerado um rio morto até o final dos anos 90, sofreu muito com a emissão de esgoto devido à grande industrialização e crescimento populacional de Joinville entre os anos 50 e 80. Era essencialmente um esgoto a céu aberto até o início do século XXI. Ainda está bastante poluído, mas graças a esforços de despoluição iniciados ainda na década de 80 (e que continuam sendo implementados), o despejo de esgoto industrial caiu drasticamente e o de esgoto residencial caiu bastante. O rio já apresenta grande quantidade de vida aquática e semi-aquática. A municipalidade está investindo em sistemas de coleta de esgoto e estações de tratamento e a qualidade da água tem subido a cada ano
A cidade de Joinville tem vínculos históricos com o rio Cachoeira. Em sua margem direita (de quem desce o fluxo do rio), em Março de 1851, desembarcaram  de pequenos barcos de madeira imigrantes suíços, alemães, noruegueses e outros. Foi o grupo que iniciou a colonização da Vila Dona Francisca, que posteriormente se tornou Joinville, a maior cidade de Santa Catarina. Até o início do Século XX, o rio Cachoeira era a principal via de acesso da cidade, o que fazia de Joinville um povoado essencialmente ribeirinho.
Joinville, construída ao nível do mar nas margens do rio Cachoeira, sofre o efeito de marés que sobem por seu curso. Por vezes o centro da cidade é invadido por águas trazidas por marés muito altas, mesmo sem chuva. Inundações devido a chuvas fortes, o que ocorre principalmente no verão, são bastante comuns na região central e no entorno de alguns afluentes como o Bucarein, Mathias, Jaguarão e Itaum.